# 田圣
田圣（2世纪？—167年），東漢桓帝末年的宠妃。
田圣初封采女，有宠。延熹八年（165年），汉桓帝在废掉皇后邓猛女后曾打算立她为皇后，因田圣出身贫贱，司隶校尉应奉、太尉陈蕃等皆上书力谏。汉桓帝遂立窦妙为皇后。
汉桓帝后期妃嫔数千，田圣等人尤宠，皇后窦妙饱受冷落，因惧桓帝之薄情，只能隐忍。永康元年（167年）冬，桓帝病重，晉封田圣等九位女子为贵人。待桓帝死后，梓宮还在前殿，窦妙就当场把田圣斩杀。然后又要杀尽所有贵人，中常侍管霸、苏康苦谏，窦妙方才作罢。